# El lodo
El lodo és una pel·lícula espanyola de suspens de 2021, dirigida per Iñaki Sánchez Arrieta i protagonitzada per Paz Vega i Raúl Arévalo. També hi apareixen Roberto Álamo, Susi Sánchez i Joaquín Climent. S'ha doblat al valencià per a À Punt.
La pel·lícula es va poder veure a la 36a Mostra de València i es va estrenar en sales de cinema el 10 de desembre de 2021.

## Sinopsi
Una forta sequera castiga les extensions d'arrossars al Llevant espanyol. Ricardo, un prestigiós biòleg, després de viatjar per tot el món, té l'oportunitat de tornar a les seves arrels per complir una missió, protegir el paratge natural on vivia de petit. Les mesures que ha de prendre li enfrontaran radicalment als vilatans, que veuen atacada la seva forma de vida i subsistència, un enfrontament que tindrà conseqüències inesperades.

## Repartiment
- Raúl Arévalo, com a Ricardo.
- Paz Vega, com a Clàudia.
- Daniela Casas, com a Júlia.
- Joaquín Climent, com a Eusebio.
- Susi Sánchez, com a Francisca.
- Roberto Àlamo, com a Tomás.
- Toni Misó, com a Bernardo.
- Susana Merino, com a Rosana.
- Juan Gea, com a Inspector Baños.

## Producció
La pel·lícula va ser anunciada en el Festival de Cinema de Sant Sebastià de 2020. El seu rodatge va comenzar a l'octubre del mateix any, en localitzacions de l'albufera de València. Es tracta del segon llargmetratge d'Iñaki Sánchez Arrieta, després de Zerø.
La producció va ser a càrrec de Sunrise Pictures, juntament amb El Lodo la película A.I.E., amb la producció associada de Telespan 2000 i la participació de Vértice 360.